# 51 v.Chr.
Het jaar 51 v.Chr. is een jaartal volgens de christelijke jaartelling.

## Gebeurtenissen

### Italië
- In Rome worden Marcus Claudius Marcellus en Servius Sulpicius Rufus, door de Senaat gekozen tot consul van het Imperium Romanum.
- De Senaat onder leiding van Cato de Jongere eist dat Julius Caesar zijn bevel in Gallië neerlegt en naar Rome terugkeert, hij wordt beschuldigd van omkoping en verraad.
- Julia Caesaris, een zus van Caesar overlijdt, de 12-jarige Gaius Octavianus houdt voor zijn grootmoeder een lijkrede op het Forum Romanum.

### Gallië
- september - Caesar benoemt zijn plaatsvervanger Titus Labienus tot gouverneur van Gallia Cisalpina.
- Inval door Ambiorix met 25.000 man Eburones over de Rijn
- Caesar vernietigt in tegenaanval het woongebied van de Eburones en de bevolking. De stam verdwijnt uit de geschiedenis. Ambiorix ontkomt weer over de Rijn en verdwijnt spoorloos.
- Romeins beleg en inname laatste steunpunt Uxellodunum (Dordogne) betekent einde Gallische opstand.
- Gallië tot aan de Rijn wordt een deel van de Romeinse provincie Gallia Transalpina met civitates in de woongebieden van Morini, Menapii, Treveri, Tungri en Toxandri.

### Egypte
- De 18-jarige Cleopatra VII (51 - 48 v.Chr.) uit het Huis der Ptolemaeën, volgt haar vader Ptolemaeus XII Neos Dionysos op als koningin van Egypte.
- Cleopatra VII trouwt met haar jongere broer Ptolemaeus XIII Theos Philopator en voert in het Egyptische muntenstelsel hervormingen door. Ook voert ze een bieraccijns in om alcoholmisbruik tegen te gaan en om haar oorlog tegen de Romeinen te financieren.

### Levant
- Generaal Cassius Longinus kan Syria behoeden voor verdere Parthische invallen.

## Overleden
- Julia Caesaris (~101 v.Chr. - ~51 v.Chr.), zus van Gaius Julius Caesar (50)
- Marcus Atius Balbus (~105 v.Chr. - ~51 v.Chr.), Romeins praetor en staatsman (54)
- Posidonius (~135 v.Chr. - ~51 v.Chr.), Grieks stoïcijns filosoof en astronoom (84)
- Ptolemaeus XII Neos Dionysos (~117 v.Chr. - ~51 v.Chr.), farao van Egypte (66)